# Eimsen
Eimsen ist ein Ortsteil der Stadt Alfeld (Leine) und liegt im Landkreis Hildesheim in Niedersachsen. Durch den Ort führt die Kreisstraße 408.

## Geografie
Eimsen liegt im Leinebergland zwischen den Sieben Bergen und der Leine im Westen und dem Himmelberg im Osten, nördlich von Alfeld und südlich von Wettensen.

## Geschichte
Erste urkundliche Erwähnung findet der Ort indirekt 1108 durch die Nennung der Herren von Eimsen. Der Ortsname entwickelt sich von „Eimissen“, „Hymessen“, „Heimisseim“, „Emesen“ des 12. Jahrhunderts zu Eimsen und soll die Bedeutung von „Heim des Eimo“ gehabt haben.
Im Zuge der Gebiets- und Verwaltungsreform hat Eimsen am 1. März 1974 seine Selbständigkeit verloren und ist seitdem ein Ortsteil der Stadt Alfeld (Leine).

## Politik

### Ortsrat
Der Ortsrat von Eimsen setzt sich aus zwei Ratsfrauen und zwei Ratsherren folgender Parteien zusammen:
- SPD: 3 Sitze
- CDU: 1 Sitz

(Stand: Kommunalwahl 12. September 2021)

### Ortsbürgermeister
Der Ortsbürgermeister seit 16. September 2024 ist Torsten Kaczmarek (SPD). Sein Stellvertreter ist Marco Biering (SPD).

### Wappen
Der Gemeinde wurde das Ortswappen am 22. Juni 1938 durch den Oberpräsidenten der Provinz Hannover verliehen. Der Landrat aus Alfeld überreichte es am 28. Oktober desselben Jahres.
| Wappen von Eimsen | Blasonierung: „In Rot auf silbernem Boden ein bis zum Ansatz der Zweige sichtbarer silberner Eichbaum mit silbernen Blättern und goldenen Früchten, davor ein silberner Dachs mit goldenen Krallen und herausgestreckter blauer Zunge.“                                                                                |
| Wappen von Eimsen | Wappenbegründung: Da die Geschichte des Dorfes Eimsen keinerlei Anhalt für die Wappengestaltung bot, erkor sich die Gemeinde die oberhalb des Dorfes aufragende mächtige Eiche zum Wappensymbol und setzte als besonderes Merkzeichen den Dachs darunter, der in den Waldungen des Ortes recht häufig anzutreffen ist. |

## Kultur und Sehenswürdigkeiten
Bauwerke
- Das alte Kirchengebäude des Ortes musste 1838 wegen Baufälligkeit geschlossen und 1855 abgebrochen werden. Im Jahr 1857 konnte die neue Kirche geweiht werden.